# Galerie Schwartzsche Villa

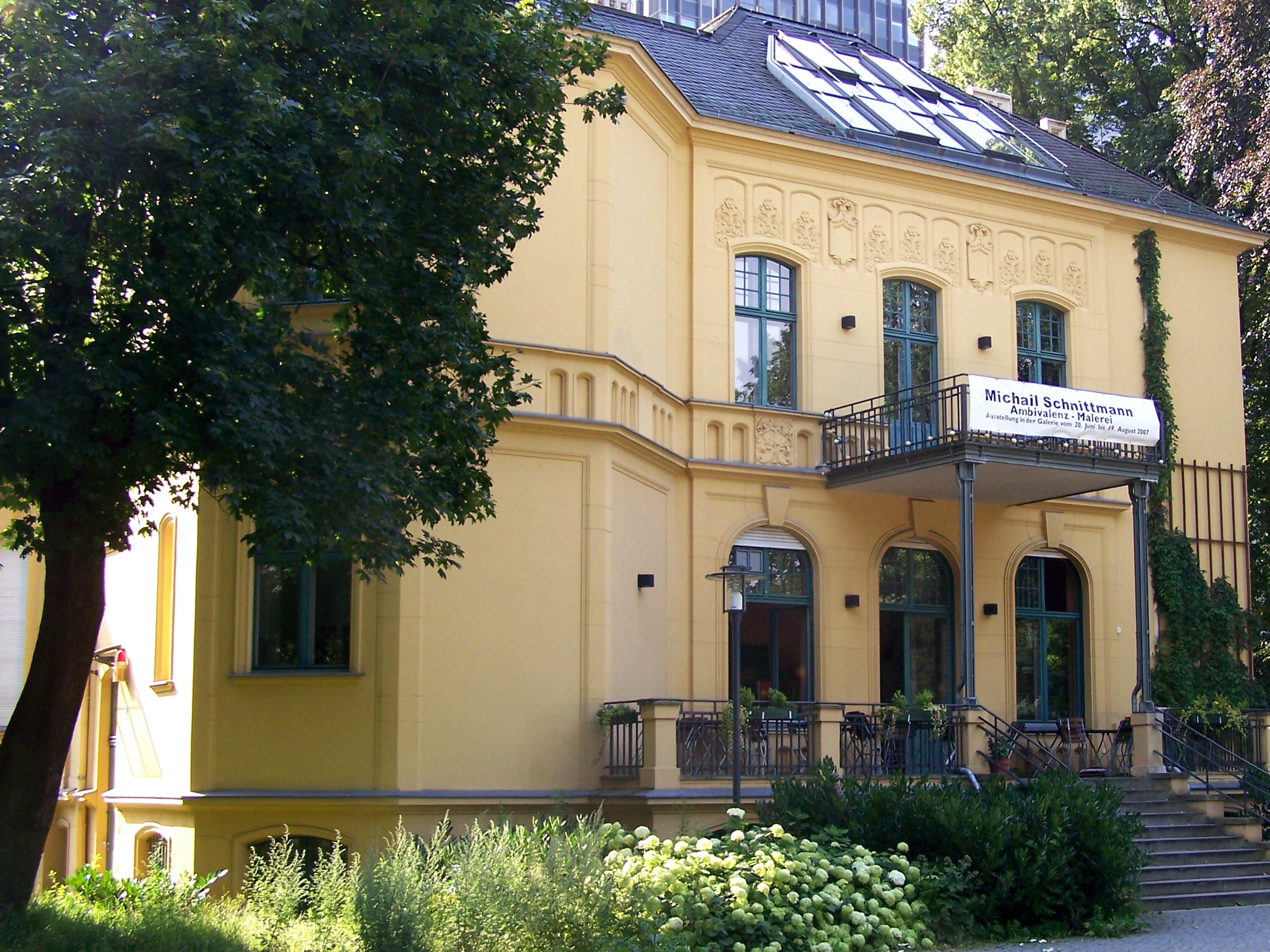
Galerie Schwartzsche Villa, 2007

Die Galerie Schwartzsche Villa ist eine 1995 eröffnete kommunale Kunstgalerie in Berlin. Die Galerie hat ihren Sitz in der von Christian Heidecke für den Bankier Carl Schwartz erbauten und 1898 eingeweihten Schwartzschen Villa in der Grunewaldstraße 55 im Ortsteil Steglitz.
Die Galerie wird vom Kulturamt des Bezirks Steglitz-Zehlendorf betrieben und seit August 2017 von Brigitte Hausmann geleitet, die zuvor rund drei Jahre die Kunstakademie Bad Reichenhall leitete.

## Geschichte
Nachdem die Schwartzsche Villa ab den 1970er Jahren vom Abriss bedroht war, konnte sie ausgehend von privaten Initiativen erhalten und zu einem Kulturzentrum umgebaut werden. In diesem befinden sich zwei Ausstellungsorte, einer davon in der Galerie.

## Programm
Der Fokus der Ausstellungen liegt auf zeitgenössischen Künstlern und unveröffentlichten Arbeiten. Künstler wie Qin Yufen oder Nasan Tur entwickelten Ausstellungen speziell für die Räume der Schwartzschen Villa und setzten auch politische Akzente. Ergänzt wird das Programm durch regionalhistorische Ausstellungen. 2013 wurde eine Ausstellung zu Hitlers Schreibtischtätern gezeigt, 2014 war ein Teil der Ausstellungstrilogie über Ceija Stojka, Sogar der Tod hat Angst vor Auschwitz, in der Schwartzschen Villa zu sehen.

## Ausstellungen
Ausgewählte Ausstellungen sind:
- 2000 Wolfgang Ludwig: Happy Days
- 2000 Timo Kahlen: Licht.Zeit.Klang.Raum
- 2009 Heike Ruschmeyer: Lalelu
- 2012 Agnes Lörincz: Wir transfer
- 2013 ABSTRAKT REAL, mit wechselnden Inhalten von Ludvik Feller, Susanne Knaack und Franziska Rutishauser
- 2014 Martin von Ostrowski, Hans-Peter Klie: ONTOLOGIE 15 Grad ONTO Objekte
- 2014 Ceija Stojka: Sogar der Tod hat Angst vor Auschwitz
- 2016 Nicolaus Schmidt: Frauen in Indien: Stärke und Vielfalt
- 2017 Fides Becker: Vermächtnisse
- 2018 Moira Zoitl: According to Blueprint…
- 2018 Jeanno Gaussi: Geflecht
- 2018 Qin Yufen: Leben
- 2019 Nasan Tur: Back and Forth